# Людвигия
Людвигия (лат. Ludwigia) — род растений семейства Кипрейные (Onagraceae), в котором образует монотипное подсемейство Ludwigioideae.
Род назван в честь немецкого ботаника Кристиана Готтлиба Людвига.

## Ботаническое описание
Водные или прибрежные, однолетние или многолетние травы, редко кустарники. Листья очередные, супротивные или мутовчатые.
Цветки актиноморфные, 4—5-мерные, одиночные в пазухах листьев или собраны в верхушечные кистевидные соцветия. Чашелистики небольшие, остаются при плодах. Лепестки либо развитые, жёлтые, либо маленькие, чешуевидные, либо отсутствуют. Тычинок 4—5, сидят против чашелистиков. Столбик нитевидный, опадающий.
Плод — многосемянная коробочка, от широкоэллипсоидальной до узкоцилиндрической формы, открывается отверстиями в верхней части или путём разрушения стенок. Семена мелкие, гладкие, без хохолка, с тонкой оболочкой.

## Хозяйственное значение и применение
Некоторые виды (людвигия дугообразная, людвигия переменнолистная, людвигия плавающая, людвигия подушковидная, людвигия ползучая, людвигия рдестовая) используются в качестве аквариумных растений.

## Таксономия

### Синонимы
- Corynostigma C.Presl
- Cubospermum Lour.
- Danthia Steud.
- Dantia Boehm.
- Diplandra Raf.
- Fissendocarpa (Haines) Bennet
- Isnardia L.
- Jussiaea L.
- Ludwigiantha (Torr. & A.Gray) Small
- Nematopyxis Miq.
- Oocarpon Micheli
- Prieuria DC.
- Quadricosta Dulac

### Виды
Род содержит около 80 видов, некоторые из них:
- Ludwigia adscendens (L.) H.Hara
- Ludwigia alternifolia L. — Людвигия переменнолистнаяtypus
- Ludwigia arcuata Walter — Людвигия дугообразная
- Ludwigia bonariensis (Micheli) H.Hara
- Ludwigia decurrens Walter
- Ludwigia epilobioides Maxim.
- Ludwigia erecta (L.) H.Hara
- Ludwigia grandiflora (Michx.) Greuter & Burdet
- Ludwigia hexapetala (Hook. & Arn.) Zardini, H.Y.Gu & P.H.Raven
- Ludwigia hyssopifolia (G.Don) Exell
- Ludwigia leptocarpa (Nutt.) H.Hara — Людвигия тонкоплодная
- Ludwigia linifolia Poir.
- Ludwigia longifolia (DC.) H.Hara
- Ludwigia natans Elliott — Людвигия плавающая
- Ludwigia octovalvis (Jacq.) P.H.Raven
- Ludwigia palustris (L.) Elliott — Людвигия болотная
- Ludwigia peploides (Kunth) P.H.Raven — Людвигия пеплоидная
- Ludwigia perennis L. — Людвигия многолетняя
- Ludwigia peruviana (L.) H.Hara
- Ludwigia polycarpa Short & R.Peter
- Ludwigia potamogeton (Burch. ex Micheli) H.Hara — Людвигия рдестовая
- Ludwigia prostrata Roxb. — Людвигия простёртая
- Ludwigia repens J.R.Forst. — Людвигия ползучая
- Ludwigia sedoides (Humb. & Bonpl.) H.Hara
- Ludwigia senegalensis (DC.) Troch. — Людвигия подушковидная
- Ludwigia stenorraphe (Brenan) H.Hara — Людвигия узкошовная
- Ludwigia virgata Michx.